# Ampliación las Chiveras
Ampliación las Chiveras är en ort i Mexiko.   Den ligger i kommunen Zihuatanejo de Azueta och delstaten Guerrero, i den södra delen av landet, 300 km sydväst om huvudstaden Mexico City. Ampliación las Chiveras ligger 17 meter över havet och antalet invånare är 105.
Terrängen runt Ampliación las Chiveras är kuperad norrut, men söderut är den platt. Havet är nära Ampliación las Chiveras åt sydväst. Runt Ampliación las Chiveras är det ganska tätbefolkat, med 54 invånare per kvadratkilometer. Närmaste större samhälle är Zihuatanejo, 6,0 km väster om Ampliación las Chiveras. 